# Otto Liebl
Otto Liebl (geboren 8. Dezember 1903 in Dürrmaul, Österreich-Ungarn; gestorben 6. September 1969 in Coburg) war ein tschechoslowakisch-deutscher Politiker. 

## Leben
Otto Liebl wurde nach Abschluss der Handelsschule in Komotau Hüttenwerksbeamter in den Grohmann-Schächten. Er war Ortsvorsitzender der Deutschen Nationalsozialistischen Arbeiterpartei (DNSAP) und kandidierte mehrfach in Görkau, wo er seit 1931 dem Stadtrat angehörte. Nach der Auflösung der DNSAP trat er in die Sudetendeutsche Heimatfront ein und übernahm die Bezirksleitung in Komotau. Von 1935 bis 1938 war er Abgeordneter der Sudetendeutschen Partei (SdP) im Tschechoslowakischen Abgeordnetenhaus. Politisch gehörte er zum „Aufbruch“-Kreis.  
Nach der deutschen Besetzung des Sudetenlandes 1938 beantragte Liebl am 5. Januar 1939 die Aufnahme in die NSDAP und wurde rückwirkend zum 1. November 1938 aufgenommen (Mitgliedsnummer 6.422.255). 1939 schloss er sich auch der SS an, wo er bis 1943 zum Sturmbannführer befördert wurde. In Komotau war er erst Ortsgruppenpropagandaleiter der NSDAP, dann Kreispersonalamtsleiter und in den Jahren 1940/41 kommissarischer Kreisleiter. Mit Wirkung vom 5. März 1941 wurde er Kreisleiter in Falkenau und leitete die dortige Außenstelle des Sicherheitsdienstes des Reichsführers SS (SD). 1944 zum Militärdienst eingezogen, war er im April und Mai 1945 noch Kreisleiter in Freiwaldau.  
Liebl floh bei Kriegsende nach Franken. In der Bundesrepublik Deutschland wurde er Mitglied des Witikobundes und lebte als kaufmännischer Angestellter bis zu seinem Tod in Coburg.